# 有馬富士
有馬富士（ありまふじ）は、兵庫県三田市にある標高374mの山である。北東に花山法皇が隠棲した花山院菩提寺があり、「有馬富士ふもとの霧は海に似て波かときけば小野の松風」と詠歌にも詠まれている。
また、兵庫県立有馬富士公園 山のゾーンに含まれている。